# Johanna Keimeyer
Johanna Keimeyer (* 1982, Filderstadt) je německá umělkyně a fotografka. Vystudovala umění a design v Německu i v zahraničí a pracovala na navrhování svítidel a experimentovala s různými fotografickými technikami.

## Životopis
Keimeyer se narodila ve Filderstadtu a vyrostla v Ueberlingenu u Bodamského jezera. Po ukončení střední školy absolvovala stáž u truhláře na dřevařské škole technologie ve Stuttgartu-Feuerbach a jako čalounice u společnosti Vitra AG ve Weil am Rhein a Birsfelden ve Švýcarsku.
Vzdělání ukončila na berlínské univerzitě umění, kde studovala produktový a módní design a na Tama Art University v Tokiu, kde studovala produktový design. Keimeyer také studovala digitální média na Rhode Island School of Design a v MIT Media Lab v Bostonu ve státě Massachusetts.

## Práce
Od roku 2006 do roku 2011 Keimeyer pracovala hlavně s lampami. Získala mezinárodní pozornost návrhem svítidel z recyklovaných materiálů shromážděných z celé Evropy. Během tohoto období se zúčastnila workshopu s brazilskými designéry nábytku Humberto a Fernando Campana. Keimeyer byla pověřena Alexanderem von Vegesackem, aby vytvořila lampu Trashure 2. Vegesack lampu zařadil do své soukromé sbírky a představil ji na výstavě Adventure with Objects, která se konala v Pinacoteca Giovanni e Marella Agnelli v italském Turíně. O výstavě informovala italská televizní stanice RAI Uno a následně Kecyyerovy upcyklované lampy byly uvedeny na výstavě s titulem Berlin's creatives.

## Produkce
V roce 2012 představila Keimeyer svou diplomovou práci na Berlínské univerzitě umění s názvem Všechno je iluze. V letech 2008 až 2013 vytvořila podvodní fotografickou sérii s názvem Pool Around Me, realizovanou s podporou Martina Nicholase Kunze. Fotograf Ed Ruscha fotografoval soukromé bazény v podobné sérii, aby ukázal uniformitu bazénů a lidí. Keimeyer naproti tomu ukazuje těla v hotelových bazénech a na rozdíl od Ruschy staví lidi zpět do popředí. V roce 2016 uspořádala umělkyně taneční představení s pěti tanečníky a světelnou show během znovuotevření berlínské Oderberger Stadtbad, historické veřejné lázně obnovené do podoby hotelu. Propracovaný výkon získal široké mediální pokrytí. Fotografie z Pool Around Me byly použity k vybavení hotelových pokojů v lázních Oderberger Stadtbad. V roce 2017 realizovala instalaci „Breath ing Heart“ jako součást oficiálního programu Art Basel. Za tímto účelem vytvořila obrovské průchozí srdce.

## Ocenění
- 2009 International Design Award (IDA), první místo, kategorie: Student, Produktový design, Osvětlení
- Cena Faces of Design 2010 (FoD), nejlepší online portfolio

## Výstavy (výběr)
- 2008: účast na „Dobrodružství s objekty“ v Pinacoteca Agnelli (muzeum), Turín, Itálie
- 2010: účast na „Kunstforum Brandenburg“, Postupim, Německo
- 2011: účast na „Songs of the Sea“, National Glass Center, Sunderland, UK
- 2011: účast na „Luminous Times - Sustainable Architecture“, Francie, ve spolupráci s Vitra Design Museum a Centre Pompidou, Paříž, Francie
- 2011: Instalace Audiovisuelle, Bikini Showroom, Berlín, Německo
- 2011: účast na „DMY international design festival“, Berlín, Německo
- 2011: účast na „Young Design in Berlin“, Gallery Alte Schule, Berlín, Německo
- 2014: účast na „Festivalu světel NYC“, im Manhattan Bridge Anchorage, Dumbo, Brooklyn, USA
- 2015: účast na Gallery Weekend Berlin, Fotoausstellung im Kino International, Berlín, Německo

## Instalace (výběr)
- 2014 „Projekce všeho je iluze“, Manhattan Bridge Anchorage, Brooklyn (USA)
- 2015 představení „Vesmír, pohyb a komunita“ s Jonahem Bokaerem (USA) a Stavrosem Gasparatosem (Řecko), Boisbuchet, Francie
- 2016 „Nový úsvit“ instalace v historické plavecké hale, Hotel Oderberger, Berlín, Německo
- 2017 instalace „BREATHingHEART“, která je součástí oficiálního programu Art Basel, Basilej, Švýcarsko